# Busy People
Busy People är en singel av det svenska popbandet The Sun Days. Låten släpptes 2015 via Luxury. Den har spelats i Musikguiden i P3 och på Musikhjälpen 2015. 